# PinkPantheress
PinkPantheress, de son vrai nom Victoria Beverly Walker, née le 19 avril 2001 à Bath, est une chanteuse britannique. Ses chansons, souvent de courte durée et comprennent des échantillons des années 1990 et 2000, couvrent un certain nombre de genres, dont la lo-fi, la drum and bass, la pop alternative et le 2-step garage.
En 2021, alors qu'elle fréquente l'université de Londres, elle poste sur TikTok plusieurs chansons qui deviennent virales, dont Break It Off, et signe ensuite avec Parlophone et Elektra Records. Ses singles Just for me et Pain, tirés de sa première mixtape To Hell with It (2021), se sont classés dans le top 40 du UK Singles Chart et ont été certifiés argent par la British Phonographic Industry (BPI). Son single de 2023 Boy's a Liar a atteint la deuxième place au Royaume-Uni et en Australie, tandis que son remix avec la rappeuse Ice Spice est devenu sa première entrée au Billboard Hot 100, se classant parmi les cinq premiers. Elle a remporté le sondage Sound of 2022 de la BBC et a été nommée pour trois NME Awards.

## Biographie
PinkPantheress est née le 19 avril 2001 à Bath dans le Somerset, d'une mère kényane qui travaille comme aide-soignante et d'un père anglais qui travaille comme professeur de statistiques,,. Elle a un frère aîné qui travaille comme ingénieur du son.
À l'âge de cinq ans, sa famille déménage de Bath dans le Kent, où elle grandit,. À l'âge de 12 ans, son père déménage aux États-Unis pour travailler dans une université à Austin, au Texas, tandis qu'elle et sa mère restent en Angleterre.
Enfant, elle prend des cours de piano et, à l'âge de 12 ans, chante Stand by Me de Ben E. King lors d'un concours de talents à l'école. À 14 ans, elle devient la chanteuse principale d'un groupe de rock qui reprend des chansons de My Chemical Romance, Paramore et Green Day, et se produit avec eux pour la première fois lors d'une fête de l'école,,. Elle commence à travailler vers l'âge de 13 ans, acceptant des emplois chez Marks & Spencer, Claire's et la Co-op à l'adolescence. Elle a étudié le cinéma à l'Université des arts de Londres jusqu'en 2022, date à laquelle elle a abandonné ses études,.

## Carrière

### Début de carrière etTo Hell with It(2020-2021)
PinkPantheress a commencé à écrire de la musique au lycée pour aider un ami avant d'écrire sa propre musique. À l'âge de 17 ans, elle a commencé à utiliser GarageBand pour produire des instrumentaux pour son ami, le chanteur Mazz. Elle a ensuite utilisé GarageBand pour enregistrer plusieurs de ses premières chansons en s'allongeant dans son hall d'université tard dans la nuit,,. Elle a commencé à publier ses chansons originales sur SoundCloud, où elles n'ont pas reçu beaucoup d'attention. C'est après qu'une vidéo postée sur son compte TikTok personnel en décembre 2020 ait reçu plus de 500 000 likes qu'elle a poste un extrait de sa chanson Just a Waste sous le nom de PinkPantheress, dans l'espoir d'atteindre un public plus large. L'extrait devient rapidement viral sur la plateforme,,.
Les chansons de PinkPantheress Break It Off et Pain sont devenues virales sur TikTok au début de 2021, cette dernière atteignant le numéro 35 du UK Singles Chart en août de la même année,,. Elle signe alors avec Parlophone en avril. Toujours lors de la même année, en juin, elle apparaît sur la chanson Evian de GoldLink, tirée de son album studio Haram ! et signe chez Elektra Records,,. Après qu'un extrait de sa chanson Just for Me a attiré l'attention sur TikTok, elle la sort en août, accompagnée d'un clip vidéo coréalisé par elle-même et publié le mois suivant. Au UK Singles Chart, elle atteint la 27e place, ce qui en fait sa meilleure entrée au UK Singles Chart à l'époque. Début octobre 2021, elle annonce la date de sortie et le titre de sa première mixtape, To Hell with It, qui sort le 15 octobre chez Parlophone et Elektra Records. Elle se classe à la 20e place du UK Albums Chart,. La mixtape a été précédée des singles Pain, Break It Off et Just for Me, ainsi que de Passion, sorti en février 2021, et de I Must Apologise, sorti en octobre 2021,,. PinkPantheress s'est produite en concert pour la première fois en octobre et novembre 2021 à Londres,.

### Sound of 2022et premier albumHeaven Knows(2022-2024)

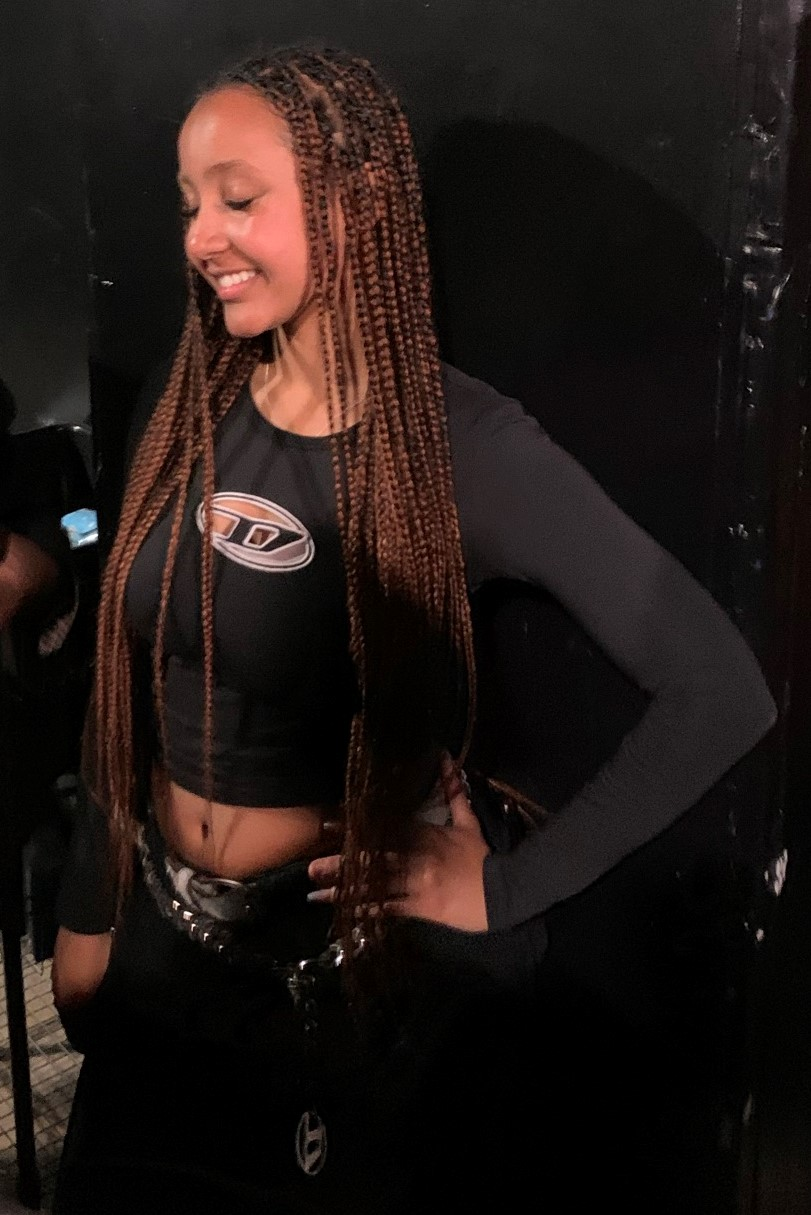
PinkPantheress en 2022.

En janvier 2022, PinkPantheress est déclarée gagnante du sondage Sound of 2022 de la BBC. Le même mois, elle sort un album de remixes pour To Hell with It. Elle est nommée pour le Brit Award de la chanson de l'année aux 42e Brit Awards pour Obsessed With You de Central Cee, qui a samplé sa chanson Just for Me, et donne une performance virtuelle sur Roblox pour les Brit Awards,,. Elle apparaît sur la chanson Bbycakes avec Mura Masa, Lil Uzi Vert et Shygirl en février 2022 et sort sa chanson Where You Are en février 2022,. En février 2022, elle apparaît sur la chanson Bbycakes avec Mura Masa, Lil Uzi Vert et Shygirl, et sort sa chanson Where You Are avec Willow Smith en avril 2022,.
En avril 2022, PinkPantheress part en tournée européenne en soutien à To Hell with It. Elle apparaît sur Tinkerbell is Overrated, une chanson du deuxième album de Beabadoobee, Beatopia, sorti en juillet 2022. Elle se produit en première partie du Love and Power Tour de Halsey tout au long du printemps 2022, sur la partie américaine. En juin 2022, elle annule sa participation prévue au festival Primavera Sound à Barcelone en raison d'une perte d'audition.
Elle sort le single Picture in my Mind en featuring avec Sam Gellaitry en août 2022. Son EP Take Me Home sort en décembre 2022, avec les singles Boy's a Liar et Do You Miss Me, tous deux sortis un mois auparavant, et la chanson titre,,. Way Back, son single en collaboration avec Skrillex et Trippie Redd, sort en janvier 2023 et figure sur l'album Don't Get Too Close de Skrillex le mois suivant,. En février 2023, elle sort un remix de Boy's a Liar, Boy's a Liar Pt. 2, avec la rappeuse américaine Ice Spice, qui atteint la troisième place du Billboard Hot 100, marquant ses débuts dans ce classement, et la deuxième place du UK Singles Chart. Angel, sa contribution à la bande originale du film Barbie réalisé par Greta Gerwig en 2023, est sorti en single en juin 2023. Le 10 novembre 2023 sort son premier album Heaven Knows,. Il est porté par les singles Mosquito, Capable of love et Nice to meet you. Le même mois, elle annonce une nouvelle tournée, le Capable of love Tour, se produisant à travers l'Europe et le Royaume-Uni. 
En 2024, en plus de se produire pour sa tournée, elle chante également durant l'été pour le Guts World Tour d'Olivia Rodrigo en tant que première partie. Lors de la même année, elle reçoit également le titre de Productrice de l'année par le Billboard Women in Music.

### Seconde mixtapeFancy That(2025-)
En avril 2025, PinkPantheress sort un nouveau single : Tonight, avec un clip vidéo largement inspiré de la Régence anglaise. Celui-ci se classe 35e du UK Singles Charts. Le 9 mai suivant sort alors sa nouvelle mixtape Fancy That. Deux autres singles en seront tirés : Stateside et Illegal, atteignant respectivement la 66e et la 22e place du UK Singles Charts. Illegal devient rapidement viral, étant notamment largement réutilisé sur TikTok en tant que trend.

## Style artistique

### Influences

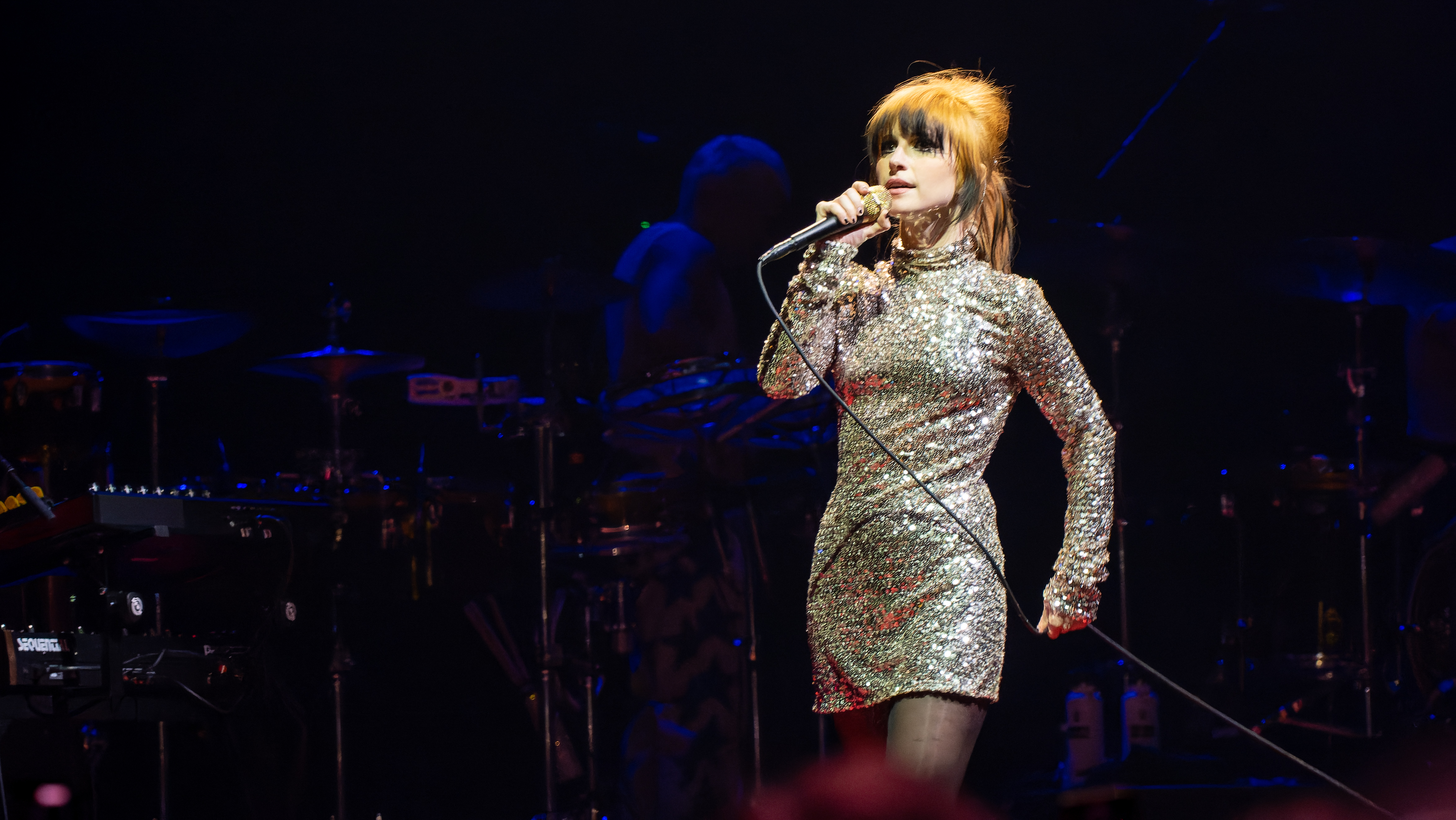
Hayley Williams, qualifiée par PinkPantheress de grande influence sur sa musique et a déclaré qu'elle fait de la musique grâce à [Williams].

Le nom de scène de PinkPantheress est tiré de son compte TikTok du même nom, qui a été inspiré par une question du jeu télévisé The Chase qui demandait Comment s'appelle une panthère femelle ? et par la série de films La Panthère rose. PinkPantheress a cité My Chemical Romance, Lily Allen, Just Jack, Michael Jackson,, Kaytranada, Imogen Heap, Frank Ocean, comme sources d'inspiration, citant également des chansons de K-pop, Blink-182, Good Charlotte, Green Day, les premiers Panic! at the Disco, Linkin Park, et Frou Frou comme sources d'inspiration pour ses mélodies et ses choix de rythmes. Elle a qualifié Hayley Williams de « grande influence » sur elle en tant qu'interprète et a déclaré qu'elle a commencé à vouloir devenir musicienne professionnelle à l'âge de 14 ans après avoir vu Williams se produire au sein du groupe Paramore lors du festival de Reading et qu'elle « fait de la musique grâce à [Williams] »,,,. Elle a également déclaré avoir été inspirée par une interview de Doja Cat pour poursuivre une carrière dans la musique, et avoir été inspirée par Lil Nas X pour poster ses chansons sur TikTok.

### Style musical
La musique de PinkPantheress a été décrite comme de la pop, de la lo-fi, de la dance, de la pop alternative,, de la drum and bass, du 2-step, de la jungle et de l'hyperpop, et utilise souvent des échantillons d'autres chansons, comme de la dance music des années 1990 et 2000, de la jungle, du funk, du UK garage et des chansons pop,. PinkPantheress utilise le topline writing pour écrire ses chansons, qui sont souvent autoproduites et de courte durée,. Elle a décrit sa propre musique comme de la pop alternative et « une forme de D'n'B acceptable à écouter à la maison », et a déclaré qu'elle écrivait des paroles « plus tristes », « sombres » pour « plaire aux jeunes », souvent pour les opposer à ses « instrumentaux joyeux ». PinkPantheress a déclaré que ses paroles n'étaient généralement pas basées sur des expériences personnelles, déclarant : « Une grande partie vient simplement parce que j'aime vraiment raconter des histoires ».
Vanessa Handy de NPR a qualifié les boucles breakbeat de « signature du travail [de PinkPantheress] », tandis que Kieran Press-Reynolds d'Insider a également écrit que ses chansons ont régulièrement des « breakbeats au rythme rapide et des refrains de type ASMR ». Keegan Brady, de Rolling Stone, a décrit la musique de PinkPantheress comme du « rap de filles » et a écrit qu'elle utilise un « chant rap confessionnel, presque mièvre » et une « technologie de production datée » dans ses chansons qui « puisent dans un son profondément nostalgique qui évoque l'apogée de la culture britannique des années 90 ». Georgia Evans, de DIY, a qualifié son « esthétique DIY qui a commencé par des expérimentations GarageBand » de signature de sa musique.
Michael Cragg du Guardian a décrit la voix de PinkPantheress comme « douce mais troublante », tandis que Jon Caramanica du New York Times a écrit qu'elle « donne l'impression de flirter et de souffrir à la fois ». "Cat Zhang de Pitchfork a qualifié la voix de PinkPantheress d'« angélique », de « féminine » et de « légère » et a écrit qu'elle était « l'une des rares artistes TikTok dont la célébrité sur Internet semble proportionnelle à leur potentiel ». Felicity Martin de Dazed a qualifié ses paroles de « tristes » et de « nostalgiques ». Steffanee Wang, écrivant pour Nylon, a qualifié sa musique de « collage de sons à la fois datés et contemporains », ajoutant qu'en l'écoutant, « on a l'impression d'être sur Internet avant que les réseaux sociaux n'existent ». Kieran Press-Reynolds d'Insider a écrit que PinkPantheress donnait aux genres de musique électronique uptempo comme la drum and bass un son de chambre à coucher introspectif et romantique « grâce à sa voix feutrée » .

## Vie privée et image publique
PinkPantheress a gardé son vrai nom secret. Elle a déclaré avoir souffert d'une dysmorphie corporelle dès son plus jeune âge. Elle a subi une perte d'audition progressive en écoutant de la musique forte et est devenue sourde à 80 % de l'oreille droite en 2022, ce qui, selon elle, lui a rendu la création musicale plus difficile.